# Jayden Addai
Jayden Addai (Países Bajos, 26 de agosto de 2005) es un futbolista neerlandés que juega de delantero en el Como 1907 de la Serie A.

## Estadísticas

### Clubes
Actualizado al último partido disputado el 7 de noviembre de 2024.
| Club                      | Div.          | Temporada     | Liga  | Liga  | Liga   | Copas nacionales | Copas nacionales | Copas nacionales | Copas internacionales | Copas internacionales | Copas internacionales | Total | Total | Total  |
| Club                      | Div.          | Temporada     | Part. | Goles | Asist. | Part.            | Goles            | Asist.           | Part.                 | Goles                 | Asist.                | Part. | Goles | Asist. |
| ------------------------- | ------------- | ------------- | ----- | ----- | ------ | ---------------- | ---------------- | ---------------- | --------------------- | --------------------- | --------------------- | ----- | ----- | ------ |
| Jong AZ · Países Bajos    | 2.ª           | 2021-22       | 3     | 0     | 0      | —                | —                | —                | —                     | —                     | —                     | 3     | 0     | 0      |
| Jong AZ · Países Bajos    | 2.ª           | 2022-23       | 16    | 1     | 1      | —                | —                | —                | —                     | —                     | —                     | 16    | 1     | 1      |
| Jong AZ · Países Bajos    | 2.ª           | 2023-24       | 19    | 10    | 4      | —                | —                | —                | —                     | —                     | —                     | 19    | 10    | 4      |
| Jong AZ · Países Bajos    | 2.ª           | 2024-25       | 4     | 5     | 2      | —                | —                | —                | —                     | —                     | —                     | 4     | 5     | 2      |
| Jong AZ · Países Bajos    | Total club    | Total club    | 42    | 16    | 7      | 0                | 0                | 0                | 0                     | 0                     | 0                     | 42    | 16    | 7      |
| AZ Alkmaar · Países Bajos | 1.ª           | 2023-24       | 8     | 0     | 0      | 2                | 0                | 1                | 2                     | 0                     | 0                     | 12    | 0     | 1      |
| AZ Alkmaar · Países Bajos | 1.ª           | 2024-25       | 7     | 0     | 0      | 0                | 0                | 0                | 2                     | 0                     | 0                     | 9     | 0     | 0      |
| AZ Alkmaar · Países Bajos | Total club    | Total club    | 15    | 0     | 0      | 2                | 0                | 1                | 4                     | 0                     | 0                     | 21    | 0     | 1      |
| Total carrera             | Total carrera | Total carrera | 57    | 16    | 7      | 2                | 0                | 1                | 4                     | 0                     | 0                     | 63    | 16    | 8      |